# 金鼎年
金鼎年，字子長，贵州長順人，清朝官员，同進士出身。

## 生平
道光十二年（1832年）清宣宗五旬壬辰恩科進士，三甲七十五名，官陝西靖邊縣知縣。